# Спадщина (фільм, 1998)
«Спадщина» (англ. Hush) — американський містичний трилер 1998 року.

## Сюжет
Після весілля Гелен разом з чоловіком переїжджають в заміський маєток. Однак замість очікуваного щастя її життя перетворюється на пекло. Її свекруха починає ревнувати до свого сина і намагається всіма силами позбутися Гелен.

## У ролях
- Джессіка Ленґ — Марта Беринг
- Гвінет Пелтроу — Гелен Беринг
- Джонатан Шех — Джексон Беринг
- Ніна Фох — Еліс Беринг
- Дебі Мейзар — Ліза
- Каюлані Лі — сестра О'Шогнессі
- Девід Торнтон — Гевін
- Гел Голбрук — доктор Френклін Гілл
- Річард Лайнбек — Гел Бентолл
- Ріхард Кон — Клейтон Річардс

## Нагороди та номінації
- 1999 — «Золота малина» — номінація на «Найгіршу жіночу роль» (Джессіка Ленґ)